# 2. općinska nogometna liga Virovitica 1983./84.
"2. općinska nogometna liga Virovitica" za sezonu 1983./84. je bila liga sedmog stupnja nogometnog prvenstva SFRJ. 
 
Sudjelovalo je 9 klubova, a prvak je bila "Mladost" iz Naudovca.  

## Ljestvica
| mj. | klub                     | ut. | pob. | ner. | por. | gol+ | gol- | bod | bod- |
| --- | ------------------------ | --- | ---- | ---- | ---- | ---- | ---- | --- | ---- |
| 1.  | Mladost Naudovac         | 16  | 12   | 2    | 2    | 40   | 19   | 26  |      |
| 2.  | Viržinija Brezovica      | 16  | 12   | 0    | 4    | 50   | 17   | 24  |      |
| 3.  | Bratstvo Borova          | 16  | 8    | 3    | 5    | 48   | 31   | 19  |      |
| 4.  | Budućnost Karađorđevo    | 16  | 9    | 1    | 6    | 35   | 35   | 19  |      |
| 5.  | Mladost Vukosavljevica   | 16  | 7    | 1    | 8    | 42   | 42   | 15  |      |
| 6.  | Radnički Gaćište         | 16  | 7    | 2    | 7    | 44   | 49   | 15  | -1   |
| 7.  | Brana Bačevac            | 16  | 5    | 1    | 10   | 26   | 52   | 11  |      |
| 8.  | Slaven Detkovec          | 16  | 3    | 2    | 11   | 26   | 47   | 7   | -1   |
| 9.  | Banija Sokolac Podravski | 16  | 2    | 2    | 12   | 30   | 49   | 6   |      |

- Karađorđevo Gradinsko, također kao Karađorđevo – danas dio naselja Detkovac
- Sokolac Podravski, također kao Podravski Sokolac – tadašnji naziv za Vladimirovac

## Rezultatska križaljka
| kratica | klub                     | BAN | BRAN | BRAT | BUD | MLAN | MLAV | RAD | SLA | VIR |
| --- | ------------------------ | --- | ---- | ---- | --- | ---- | ---- | --- | --- | --- |
| BAN | Banija Sokolac Podravski |     |      |      |     |      |      |     |     |     |
| BRAN | Brana Bačevac            |     |      |      |     |      |      |     |     |     |
| BRAT | Bratstvo Borova          |     |      |      |     |      |      |     |     |     |
| BUD | Budućnost Karađorđevo    |     |      |      |     |      |      |     |     |     |
| MLAN | Mladost Naudovac         |     |      |      |     |      |      |     |     |     |
| MLAV | Mladost Vukosavljevica   |     |      |      |     |      |      |     |     |     |
| RAD | Radnički Gaćište         |     |      |      |     |      |      |     |     |     |
| SLA | Slaven Detkovec          |     |      |      |     |      |      |     |     |     |
| VIR | Viržinija Brezovica      |     |      |      |     |      |      |     |     |     |
| |                          |     |      |      |     |      |      |     |     |     |
| podebljan rezultat - utakmice od 1. do 9. kola (1. utakmica između klubova) rezultat normalne debljine - utakmice od 10. do 18. kola (2. utakmica između klubova) rezultat nakošen - nije vidljiv redoslijed odigravanja međusobnih utakmica iz dostupnih izvora rezultat smanjen * - iz dostupnih izvora nije uočljiv domaćin susreta prekrižen rezultat - poništena ili brisana utakmica p - utakmica prekinuta 3:0 p.f. / 0:3 p.f. - rezultat 3:0 bez borbe n.i. - nije igrano |                          |     |      |      |     |      |      |     |     |     |

 Izvori: